# Niewidzialny cel
Niewidzialny cel (tytuł oryg. Naam yi boon sik) – hongkońsko–chiński dramat kryminalny w reżyserii Benny'ego Chana, którego premiera odbyła się 19 lipca 2007 roku.
W 2007 roku podczas 44. edycji Golden Horse Film Festival Wu Jing był nominowany do nagrody Golden Horse Award w kategorii Best Supporting Actor. W 2008 roku podczas 9. edycji Changchun Film Festival film zdobył nagrodę Golden Deer w kategorii Grand Jury Prize.

## Fabuła
Opancerzony samochód transportujący 100 000 000 dolarów zostaje porwany przez gangsterów, zwących siebie „Ronin Gang”. Złodzieje wysadzają ciężarówkę i uciekają ze skradzionymi pieniędzmi. Trzech młodych detektywów, na czele z Chan Chunem (Nicholas Tse), zostaje wybranych do udaremnienia kolejnego wielkiego napadu na bank zorganizowanego przez tych samych gangsterów.

## Obsada
Źródło: Filmweb

- Nicholas Tse – detektyw Chan Chun
- Shawn Yue – Fong Yik Wei
- Jaycee Chan – Wai King-Ho
- Wu Jing – Tien Yeng-Seng
- Lisa Lu – babcia Ho
- Andy On – Ronin Tien Yeng-Yee
- Candy Liu – Ho Ka Yee
- Elanne Kong – Leung Hoi Lam